# Cocor mic
Cocorul mic sau cocorul demoiselle (Grus virgo) este o specie de cocor care se găsește în regiunea Palearctica centrală, variind de la Marea Neagră în Mongolia și China de Nord Est. Există, de asemenea, o mică populație de reproducere în Turcia. Păsările din vestul Eurasiei își petrec iarna în Africa, în timp ce păsările din Asia, Mongolia și China își petrec iarna în subcontinentul indian. Pasărea este semnificativă simbolic în cultura Indiei și Pakistanului, unde este cunoscută sub numele de Koonj sau Kurjaa.

## Descriere

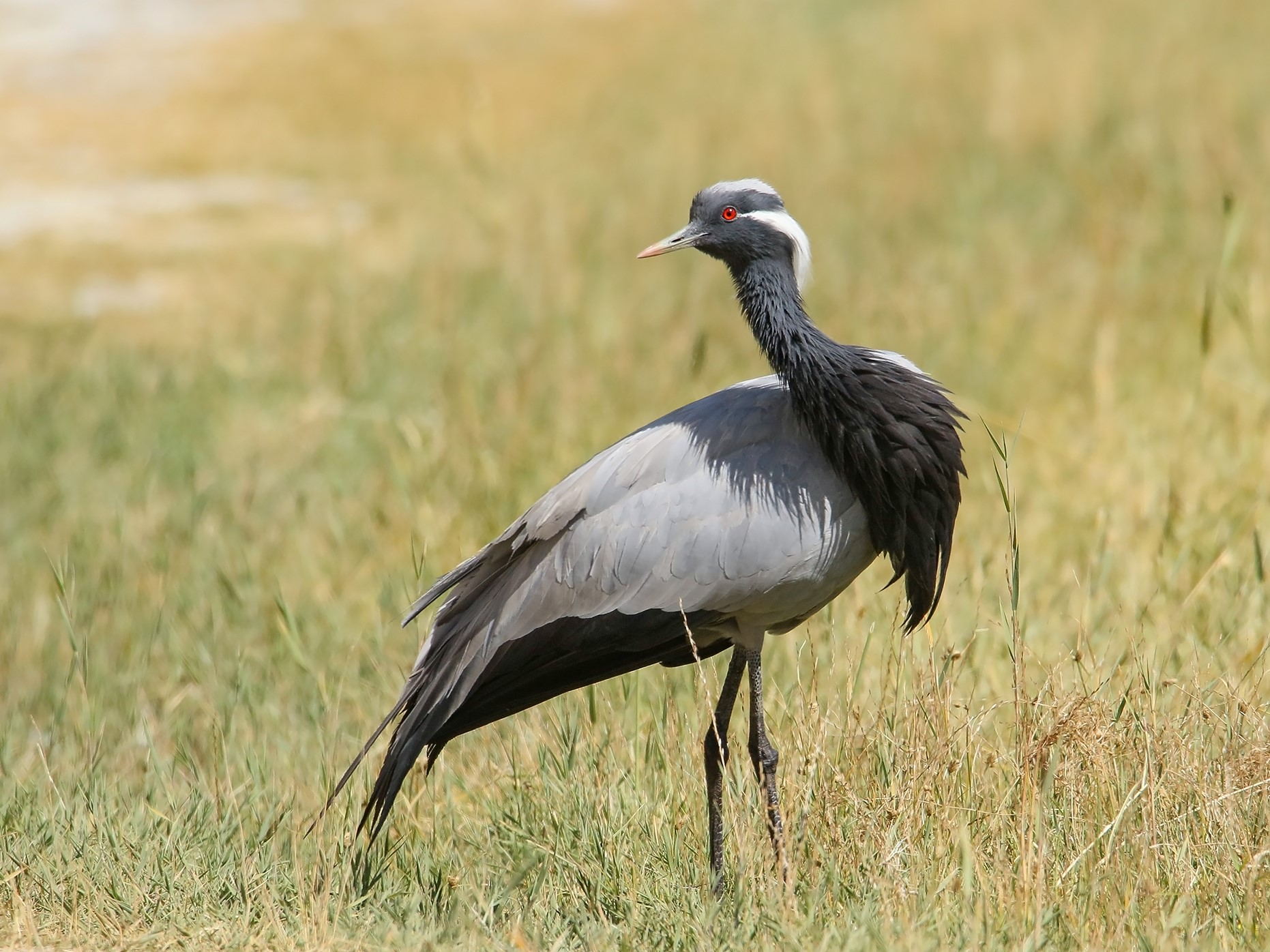
Grus virgo

Cocorul mic are 85–100 cm lungime, 76 cm înălțime și o anvergură a aripilor de 155–180 cm. Cântărește 2-3 kg. Este cea mai mică specie de cocor. Este puțin mai mic decât cocorul mare, dar are un penaj similar. Fruntea, o mică zonă sub ochi, partea din spate a capului, bărbia și gâtul sunt negre.  În spatele ochiului se află un smoc de pene albe sub formă de seceră. Penajul corpului, învelitoarele superioare și inferioare ale aripilor sunt albastru-cenușiu. Irisul păsărilor adulte este maroniu roșiatic. Ciocul este verzui închis la bază, apoi se transformă într-un gri măsliniu și este roșiatic până la roz la vârf. Picioarele sunt închise la culoare și variază de la gri măsliniu la cenușiu murdar.
Are un sunet puternic, mai puternic decât cocorul mare. Așa-numitul duet unison, în care două păsări împerecheate vociferează împreună, este mai scurt decât la alte specii de cocori. La fel ca alți cocori, are un ceremonial dansant, făcând salturi mai mici față de cocorul mare.
A fost numit demoiselle („domnișoară”) de regina Maria Antoaneta, pentru aspectul său delicat, de fecioară.

## Comportament și ecologie

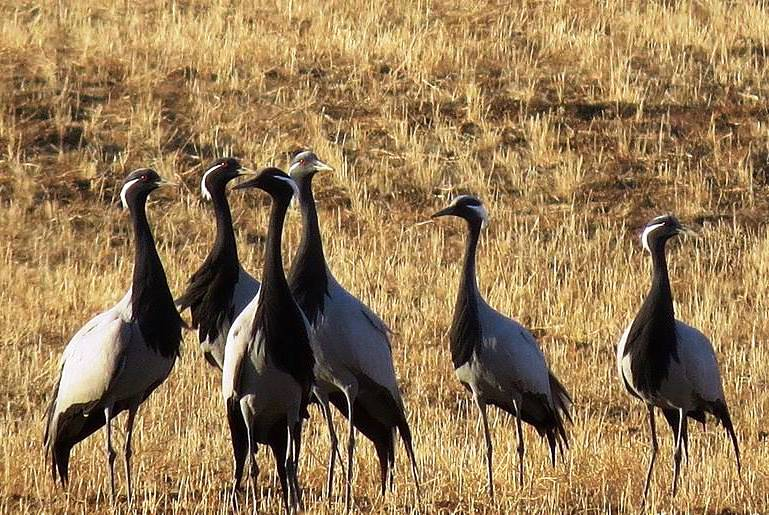
Grup de cocori mici, Siberia de est

Cocorul mic trăiește într-o varietate de medii, incluzând zone deșertice și numeroase tipuri de pajiști (inundate, montane, temperate și pășuni tropicale) care se află adesea la câteva sute de metri de cursuri de apă sau lacuri. Atunci când cuibărește, preferă zone de vegetație neuniforme, care sunt suficient de înalte pentru a le ascunde pe ele și cuibul lor, dar suficient de scurte pentru a le permite să observe prădătorii în timp ce incubează ouăle.
Până în anii 1920, cocorii se reproduceau și în zona României, însă în prezent cocorul mic este doar în trecere. Iernează în Africa și India, precum și în țările vecine Myanmar, Bangladesh și Pakistan. Principala zonă de iernare africană se află în Sudan, în zona superioară și mijlocie a Nilului Alb și Albastru.
Cocorul mic se hrănește în principal cu plante, însă mănâncă și hrană animală, mai ales în timpul sezonului de reproducere. Grâul joacă un rol major în dieta lor în zonele de iernat, dar mănâncă și mei și leguminoase.

## Galerie

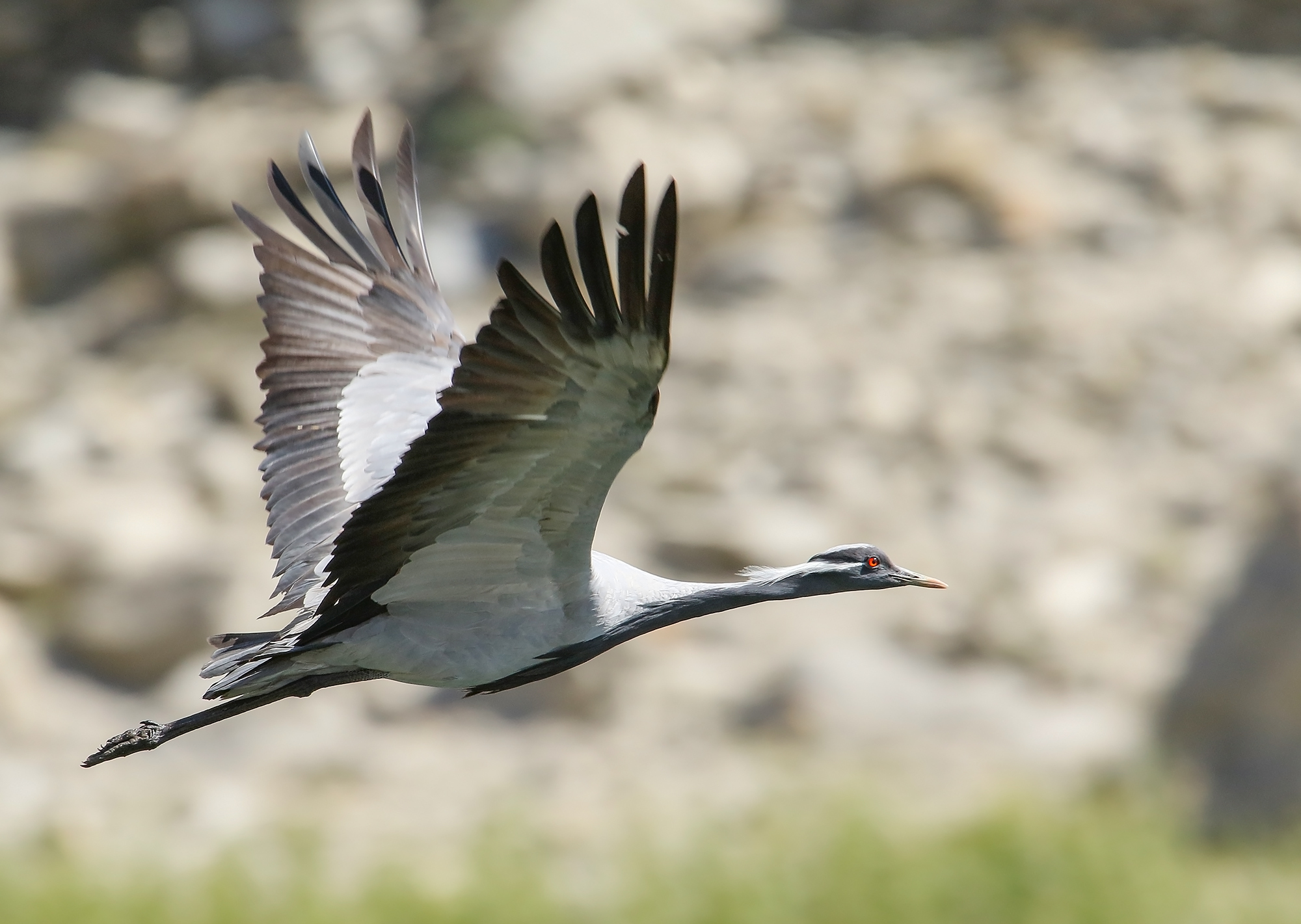
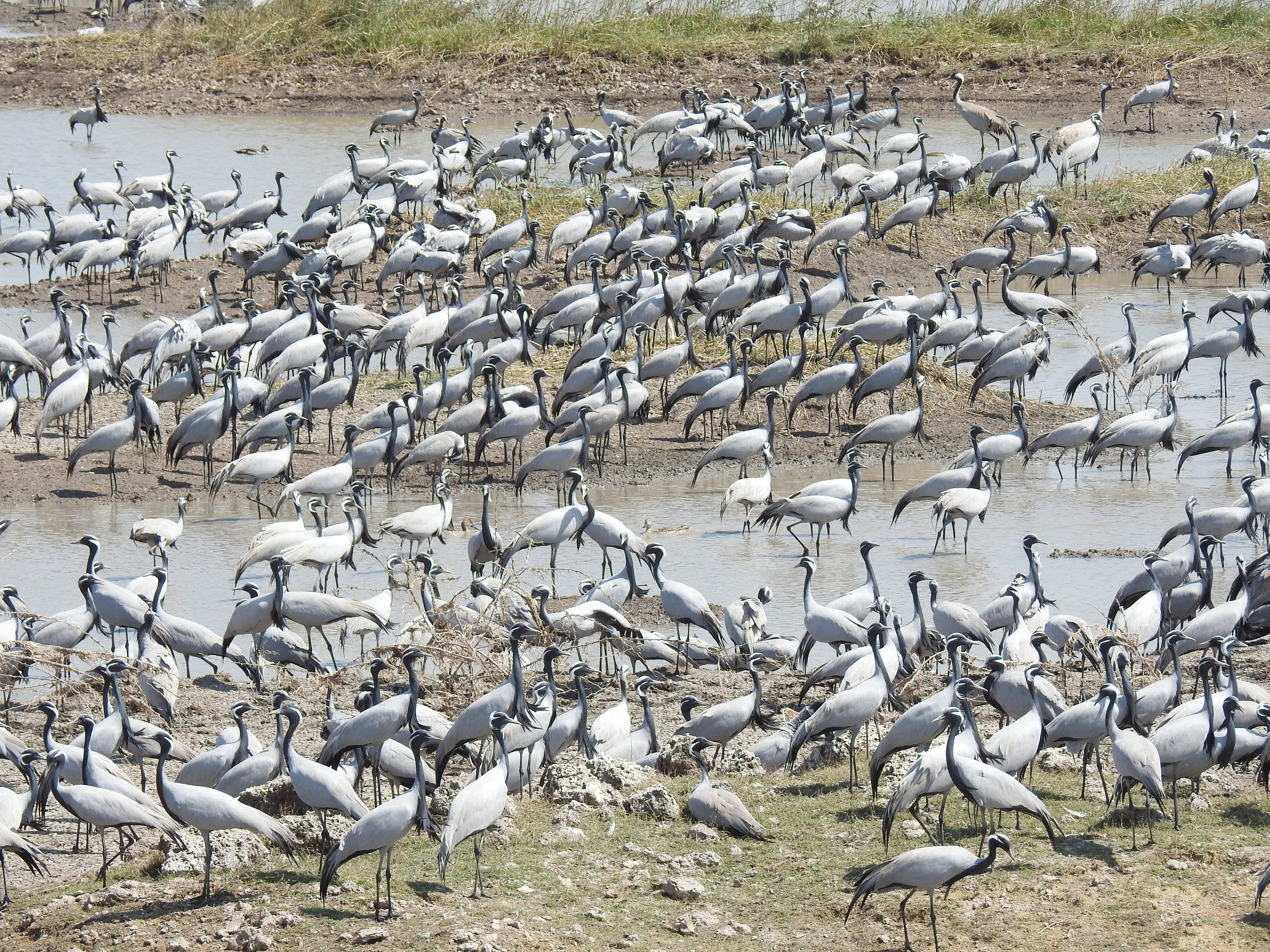
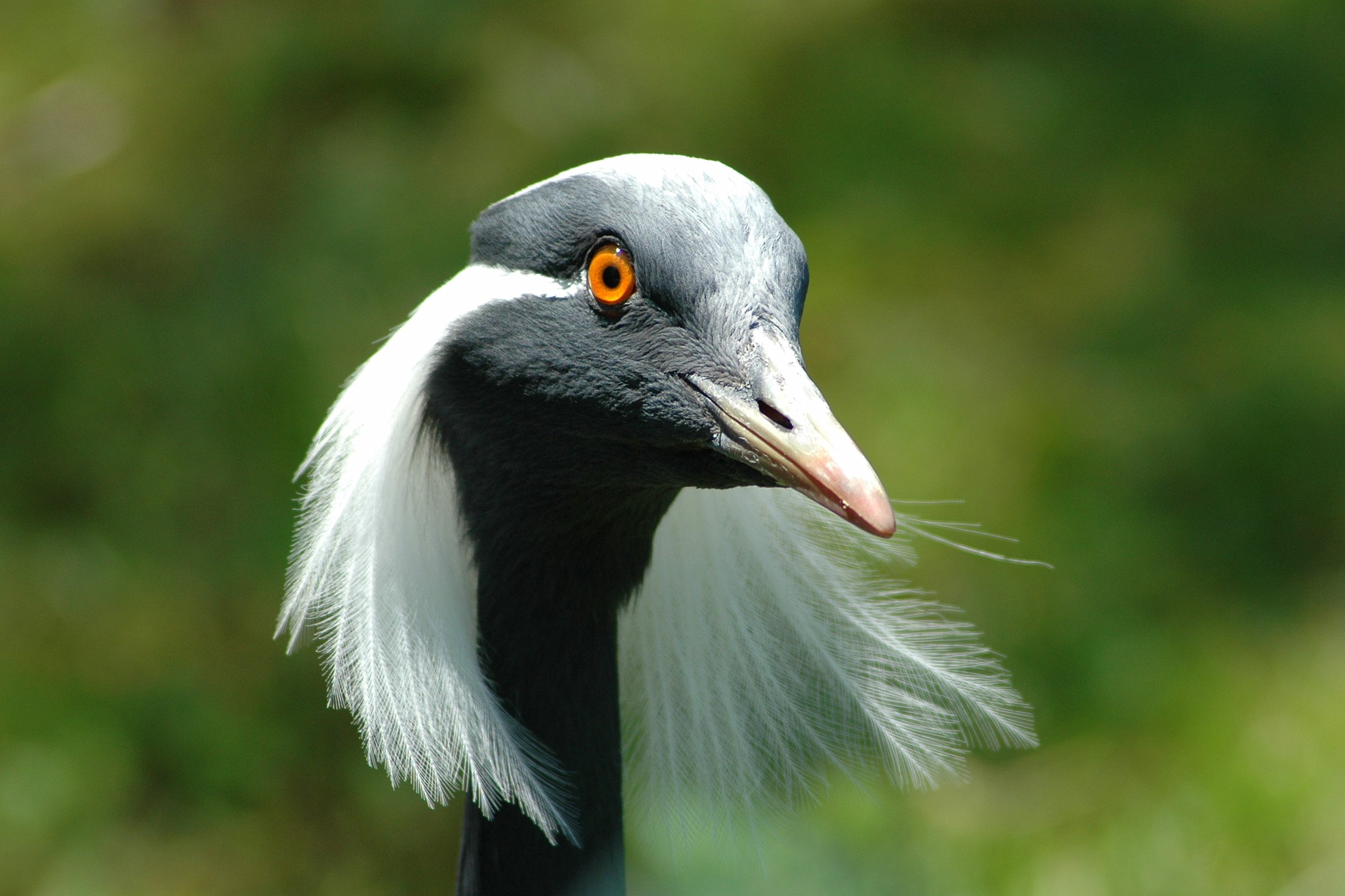